# Negatron (album)
Negatron – dziewiąty album studyjny kanadyjskiej grupy muzycznej Voivod

## Lista utworów
1. "Insect" - 5:41
2. "Project X" - 4:49
3. "Nanoman" - 5:11
4. "Reality?" - 4:21
5. "Negatron" - 7:08
6. "Planet Hell" - 4:34
7. "Meteor" - 4:14
8. "Cosmic Conspiracy" - 6:10
9. "Bio-TV" - 4:55
10. "Drift" - 5:41
11. "D.N.A. (Don't No Anything)" - 4:39